# Syzygium nidie
Syzygium nidie är en myrtenväxtart som beskrevs av André Guillaumin. Syzygium nidie ingår i släktet Syzygium och familjen myrtenväxter. Inga underarter finns listade i Catalogue of Life.